# Amigazazo
Meu AmigãoZão (conocida como Mi Amigazazo o simplemente Amigazazo en Hispanoamérica y My Big Big Friend en Inglés) es una serie de televisión infantil animada creada por Andrés Lieban y Claudia Koogan Breitman que se estrenó por primera vez el 9 de agosto de 2010 en Discovery Kids para Latinoamérica, el 9 de mayo de 2009 en TV Brazil para Brasil y el 20 de agosto de 2011 en Treehouse TV para Canadá. Es una producción de Brasil y Canadá. Está animada con el programa Toon Boom Harmony.
La serie se centra en la amistad de tres niños, Yuri, Lili y Matt, cada uno de ellos tiene un "amigazazo", Goliat, Vanessa "Nessa" y Bongo, que son invisibles para los adultos y otros niños pero pueden ser vistos por ellos tres.

## Personajes

### Principales
- Yuri: vive con sus padres en Pipawichawau, una pequeña ciudad cómoda y segura. Tiene 5 años de edad y su pelo liso y negro lo hace inconfundible. Al igual que a otros muchos hijos únicos le gusta jugar por su cuenta y no siempre siente la necesidad de tener otros amigos a su alrededor. Inteligente, independiente y feliz, en ocasiones también puede resultar un tanto egoísta, le tiene miedo a las tormentas y truenos. Su imaginación es su gran compañera y siempre se imagina que es valiente y que puede controlarlo todo aunque no siempre le resulta tan fácil.
- Lili: con tan sólo cinco años de edad, Lili tiene tres hermanitos más pequeños que ella. La responsabilidad del cuidado de ellos siempre cae sobre sus hombros y ella habitualmente es la encargada de que todos se laven las manos y también de que recojan los juguetes. Esta particularidad la convierte en un poco mandona. Sus órdenes funcionan con sus pequeños hermanos pero a sus amigos no les gusta mucho su actitud de «sargento» y de querer controlar los juegos. Es muy soñadora, pasional, determinada y leal pero también siempre dice lo que piensa.
- Matt: Tiene 7 años, le encantan los deportes, sobre todo el fútbol y derrocha energía en todo lo que hace pero en él no sólo abunda la energía sino también las ideas y las opiniones. Su comportamiento impulsivo y travieso carece de un pensamiento previamente ordenado y debido a ello sus acciones suelen traerle problemas.

### Amigazazos
- Goliat: es un elefante grande y azul y el amigazazo de Yuri. Le encanta jugar al aire libre. También le gusta mucho actuar, disfrazarse y por lo general probar cosas nuevas. Es muy cariñoso con Yuri y siempre incluye en sus planes a todos sus amigos. Pero hay dos importantes detalles sobre él que no debemos olvidar. Si alguien apaga las luces sin avisar, sus dientes rechinan de miedo. Y si lo dejan solo se esconde debajo de la cama hasta ser avisado de nuevo. Goliat adora que lo quieran. También se conoce como Juliat o Golias, para Canadá.
- Nessa: es una jirafa rosada y la amigazazo de Lili. Optimista y alegre siempre busca lo mejor de cada persona. Es realmente encantadora, algo a lo que contribuye su cálida y dulce voz. Si cree que lo que piensa no es lo correcto se disculpa por ello incluso antes de ser probado y este detalle de su personalidad la convierte en la mejor mediadora para los conflictos. Su nombre verdadero es Vanessa.
- Bongo: es un canguro toniverde y el amigazazo de Matt. Tiene una bolsa de canguro en la que Matt puede meterse, a pesar de ser un canguro macho (en la vida real, solo las hembras tienen bolsas). Atlético y saltarín, no tiene problemas en seguir al pequeño, aunque se detendrá para tener en cuenta el ancho del agujero que ambos vayan a saltar. Tiene una risa contagiosa y un terrífico sentido del humor. Por lo general, le asusta que se olviden de él y siempre hace todo lo posible para estar visible. Siente pavor por los techos bajos y lugares cerrados.

## Episodios
| N.º de temporada | N.º de temporada | N.º de episodios | Estreno original                                               | Estreno original        |
| N.º de temporada | N.º de temporada | N.º de episodios | Inicio de temporada                                            | Final de temporada      |
| ---------------- | ---------------- | ---------------- | -------------------------------------------------------------- | ----------------------- |
|                  | 1                | 26               | 9 de septiembre de 2009 (Brasil), 9 de agosto de 2010 (Canadá) | 21 de febrero de 2011   |
|                  | 2                | 26               | 20 de julio de 2012 (Brasil), 3 de marzo de 2014 (Canadá)      | 15 de diciembre de 2014 |